# آدولفو سوارس
آدولفو سوارز گونزالز (انگلیسی: Adolfo Suárez González؛ زاده ۲۵ سپتامبر ۱۹۳۲ – درگذشته ۲۳ مارس ۲۰۱۴) یک سیاست‌مدار اهل اسپانیا بود که از ۳ ژوئیه ۱۹۷۶ تا ۲۵ فوریه ۱۹۸۱ نخست‌وزیر اسپانیا بود. آدولفو سوارز در ۲۳ مارس ۲۰۱۴ در سن ۸۱ سالگی درگذشت.